# Noma (sygdom)
 For alternative betydninger, se Noma (flertydig). (Se også artikler, som begynder med Noma)
Noma eller cancrum oris er en type koldbrand i munden og ansigtet som særligt rammer børn. Der var omkring 140.000 tilfælde årligt i 2003 med 90 % dødelighed. Noma skyldes en polymikrobiel infektion. Sygdommen har tidligere optrådt i mange områder af verden, men findes i dag stort set kun i ulande, særligt i Afrika.
Det er oftest børn under seks år med svækket immunsystem på grund af underernæring som angribes, tit i forbindelse med mæslinger. Det begynder med et åbent sår i munden som vokser og ødelægger knoglerne og vævet i ansigtet. Derved efterlades vansiringer og huller i ansigtet, som giver store både fysiske og psykiske men.
- Billeder af noma-angreb